# إعلان دستوري سنة 1953 في مصر
الإعلان الدستوري في مصر سنة 1953، هو إعلان دستوري من القائد العام للقوات المسلحة وقائد ثورة الجيش آنذاك اللواء محمد نجيب.
وكان نصه:

إنه رغبة في تثبيت قواعد الحكم أثناء فترة الانتقال، وتنظيم الحقوق والواجبات لجميع المواطنين، ولكي تنعم البلاد باستقرار شامل يتيح لها الإنتاج المثمر، والنهوض بها إلى المستوى الذي نرجوه لها جميعاً، فإني أعلن باسم الشعب، أن حكم البلاد في فترة الانتقال سيكون وفقاً للأحكام الآتية:

## أولاً - المبادئ العامة
مادة 1- جميع السلطات مصدرها الأمة.
مادة 2- المصريون لدى القانون سواء فيما لهم من حقوق وما عليهم من واجبات.
مادة 3- الحرية الشخصية وحرية الرأي مكفولتان في حدود القانون وللملكية وللمنازل حرمة وفق أحكام القانون.
مادة 4- حرية العقيدة مطلقة وتحمي الدولة حرية القيام بشعائر الأديان والعقائد طبقاً للعادات المرعية على ألا يخل ذلك بالنظام العام ولا ينافي الآداب.
مادة 5- تسليم اللاجئين السياسيين محظور.
مادة 6- لا يجوز إنشاء ضريبة إلا بقانون، ولا يكلف أحد بأداء رسم إلا بناء على قانون، ولا يجوز إعفاء أحد من ضريبة إلا في الأحوال المبينة في القانون.
مادة 7- القضاء مستقل لا سلطان عليه بغير القانون، وتصدر أحكامه وتنفذ وفق القانون باسم الأمة.

## ثانياً: نظام الحكم
مادة 8- يتولى قائد الثورة بمجلس قيادة الثورة أعمال السيادة العليا وبصفة خاصة التدابير التي يراها ضرورية لحماية هذه الثورة والنظام القائم عليها لتحقيق أهدافه وحق تعيين الوزراء وعزلهم.
مادة 9- يتولى مجلس الوزراء سلطته التشريعية.
مادة 10- يتولى مجلس الوزراء والوزراء كل فيما يخصه أعمال السلطة التنفيذية.
مادة 11- يتألف من مجلس قيادة الثورة ومجلس الوزراء مؤتمر ينظر في السياسة العامة للدولة وما يتصل بها من موضوعات ويناقش ما يرى مناقشته من تصرفات كل وزير في وزارته.
أيها المواطنون:
إنني إذ أعلن لكم هذه المبادئ والأحكام لا يسعني إلا أن أعلن أيضاً إيماني المطلق بضرورة قيام نظام دستوري ديمقراطي كامل الأركان إثر فترة الانتقال وبضرورة توفير حياة حرة كريمة ومستقبل مشرق باسم لنا جميعاً، علينا جميعاً أن نساهم في بنائه والله ولي التوفيق.